# Schön Klinik Bad Bramstedt
Die Schön Klinik Bad Bramstedt ist eine Klinik für psychosomatische und psychische Erkrankungen in Bad Bramstedt. Sie gehört zur inhabergeführten privaten Schön-Klinik-Gruppe, verfügt über etwa 500 Betten und beschäftigt 300 Mitarbeiter. Jährlich werden etwa 3.600 Patienten behandelt.

## Geschichte
Die Medizinisch-Psychosomatische Klinik Bad Bramstedt wurde am 1. November 1993 mit elf Stationen und 271 Betten als Behandlungsstätte für psychosomatische und psychische Erkrankungen in Betrieb genommen. Innerhalb des folgenden Jahres wurden Stationen mit spezifischen Behandlungsschwerpunkten aufgebaut. 1998 wurde die Klinik ausgebaut, so dass ab diesem Zeitpunkt die Klinik über Behandlungsmöglichkeiten für insgesamt 318 Patienten verfügte. Im November 2000 wurde das Institut für Verhaltenstherapie und Psychotherapeutische Medizin (IVPM) an der Medizinisch-Psychosomatischen Klinik Bad Bramstedt durch das Land Schleswig-Holstein als Ausbildungsstätte für Psychotherapie anerkannt.
Mit dem Neubau 2004 wurden Räumlichkeiten für die vorstationäre Behandlung und für eine weitere Station geschaffen. Im Jahr 2014 wurde im Zuge von Baumaßnahmen der Erweiterung der Klinikgebäude nach eineinhalb Jahren Bauzeit ein neues Bettenhaus mit 108 Zimmern eröffnet. Die Neubauten sind am Prinzip der Heilenden Architektur ausgerichtet. Die Anzahl der verfügbaren Betten stieg damit auf etwa 500. Zudem wurde das Therapieangebot um Behandlungsmöglichkeiten für Schmerzpatienten mit Persönlichkeitsstörungen erweitert. Im Jahr 2023 wurde durch Umwidmung von bisherigen Büroräumen in Patientenzimmer eine neue Station mit 25 Betten zur Behandlung psychosomatisch erkrankter Menschen eingerichtet. Derzeit bestehen 17 Stationen zur Krankenhausbehandlung und Rehabilitation.
Die Schön Klinik Bad Bramstedt wird im Krankenhausplan Schleswig-Holstein als psychosomatische Fachklinik ausgewiesen und ist eines von drei Krankenhäusern, die mit ihren überregionalen Versorgungsangeboten im Bereich der Psychosomatik die Versorgung von Patientengruppen in diesem Fachgebiet sicherstellen.

## Struktur
Die Schön Klinik Bad Bramstedt verfügt über fast 500 Betten und versorgt jährlich etwa 3300 Patienten in den Bereichen Jugendpsychosomatik und Psychosomatik. Für die Behandlung von Patienten mit Persönlichkeitsstörungen stehen sechs Stationen mit einem integrativ-verhaltenstherapeutischen Behandlungskonzept zur Verfügung, auf denen multiprofessionell zusammengesetzte Teams tätig sind. An die Klinik angeschlossen ist das Institut für Verhaltenstherapie und Psychotherapeutische Medizin (IVPM) als staatlich anerkannte Ausbildungsstätte für Psychologen, die sich zum Psychotherapeuten ausbilden lassen wollen. Es bestehen Kooperationen mit der Universität Hamburg sowie der Universität zu Lübeck. Am IVPM können zudem Ärzte die Facharztweiterbildung Psychosomatische Medizin absolvieren.

## Behandlungsschwerpunkte
Die Klinik arbeitet nach einem integrativ-verhaltensmedizinischen Behandlungskonzept. Schwerpunkt der Versorgung ist die Behandlung von Angststörungen, ADHS bei Erwachsenen, Burnout-Syndrom, chronischen Schmerzerkrankungen, Depressionen unterschiedlicher Genese, Essstörungen, Persönlichkeitsstörungen, posttraumatischen Belastungsstörungen, somatoformen Angststörungen, sozialen Angststörungen und Zwangsstörungen. Hierfür und für Adipositas sowie Magersucht und Bulimie, Panikstörung und Agoraphobie gibt es Gruppentherapieangebote. Neben Einzel- und Gruppentherapien sowie allgemeiner medizinischer Betreuung bietet die Bad Bramstedter Schön Klinik unter anderem Ergo- und Ernährungstherapie, diverse bewegungstherapeutische Maßnahmen sowie Biofeedback an. Zudem gibt es eine ausschließlich auf die Versorgung von Jugendlichen ausgerichtete Station.

## Weblink
- Webseite der Klinik